# Chicahuaxtla, Veracruz
Chicahuaxtla är en ort i Mexiko.   Den ligger i kommunen Nogales och delstaten Veracruz, i den sydöstra delen av landet, 210 km öster om huvudstaden Mexico City. Chicahuaxtla ligger 2 347 meter över havet och antalet invånare är 119.
Terrängen runt Chicahuaxtla är varierad. Runt Chicahuaxtla är det tätbefolkat, med 411 invånare per kvadratkilometer. Närmaste större samhälle är Orizaba, 12,2 km öster om Chicahuaxtla. I omgivningarna runt Chicahuaxtla växer i huvudsak städsegrön lövskog.